# شون ماركيت
شون ماركيت (بالإنجليزية: Sean Marquette)‏ هو ممثل أمريكي، ولد في 30 يونيو 1988 بدالاس في الولايات المتحدة.

## أعمال

### أفلام
- (2007) تذكر المذهول

## وصلات خارجية
- شون ماركيت على موقع IMDb (الإنجليزية)
- شون ماركيت على موقع ميتاكريتيك (الإنجليزية)
- شون ماركيت على موقع روتن توميتوز (الإنجليزية)
- شون ماركيت على موقع ميوزك برينز (الإنجليزية)
- شون ماركيت على موقع أول موفي (الإنجليزية)
- شون ماركيت على موقع قاعدة بيانات الأفلام السويدية (السويدية)
- شون ماركيت على موقع قاعدة بيانات الفيلم (الإنجليزية)